# Ильин, Марк Александрович
Марк Алекса́ндрович Ильи́н (18 октября 1919, Ржев Тверской области — 14 февраля 1999, Тверь) — советский и российский историк, архивист, краевед, государственный и общественный деятель Тверской области.

## Биография
Марк Александрович Ильин родился 18 октября 1919 года в городе Ржеве. Его отец, Александр Матвеевич Ильин, был преподавателем математики, а мать, Анна Андреевна — русского языка и изящной словесности.
В 1938 году окончил среднюю школу № 6 г. Калинина. После окончания школы поступил на исторический факультет МГУ.
Марк Александрович начал заниматься историко-краеведческой работой под руководством профессора А. Н. Вершинского, заведующего кафедры истории СССР Калининского пединститута. Тогда же, в 1939—1941 гг. в газете «Пролетарская правда» была опубликована первая статья М. А. Ильина о борьбе торопецких горожан с войсками польской шляхты.
В 1941 году МГУ эвакуировался в Ташкент, и Ильин перешел в Московский историко-архивный институт (МГИАИ), который окончил с отличием в 1942 году.
В 1942—1945 обучался в аспирантуре.
В феврале 1946 был направлен на работу начальником Областного государственного архива УНКВД по Калининской области, одновременно исполняя обязанности заместителя начальника Архивного отдела.
С 1949 по 1962 год — начальник архивного отдела, после чего более 36 лет бессменно находился на посту заведующего архивным отделом исполкома областного совета, затем — администрации Тверской области.
В 1990-х годах занимался разработкой новой структуры архивов, проводил их компьютеризацию и техническое обеспечение копирования документов, выступал за открытость архивных фондов для населения, ускорение получения справок и создание прочных связей между всеми архивными учреждениями страны. Его стараниями Тверской архив был включен в международную архивную систему, объединённую компьютерной сетью. Он способствовал созданию надежной системы сбора и хранения документации во всех муниципальных образованиях области.
Во вступлении к словникам для второго тома энциклопедии Марк Александрович пишет: 

«Все — от губернатора до пенсионерки нуждаются в информации. Она уже стала частью нашей общественной и личной жизни, как бы вошла в нас, и мы без неё не можем жить нормально. Информация — это капитал. Тот, кто сегодня владеет информацией, тот владеет делом, которым он занимается, будь то руководство государством, областью или торговля в ларьке»
Марк Александрович Ильин воспитал несколько поколений историков-архивистов.

## Участие в международных конференциях
М. А. Ильин — активный участник съездов и конгрессов по архивному делу.
- VII Международный конгресс архивов (22-23 августа 1972 г.) в Москве,
- XII Международный конгресс (6-11 сентября 1992 г.) в Монреале.

## Публикации
Активно занимался научной деятельностью, опубликовал около 200 научных и научно-популярных работ истории Тверского края:
- Тверь в период татаро-монгольского нашествия,
- Тверской край во время Отечественной войны 1812 г.,
- революция и установление Советской власти в Твери и Тверской области,
- работы, посвященные путешествию тверского купца Афанасия Никитина в Индию и его путевым запискам, известным под названием «Хождение за три моря».
- О пушкинских местах Верхневолжья и друзьях великого русского поэта, так или иначе связанным с Тверским краем.

### Основные труды
- Ильин, М. А. Борьба торопецких горожан с польскими интервентами // Пролетарская правда : газ. — 1941. — 19 апреля.
- Ильин, М. А. Тверская литература XV века как исторический источник // Труды Московского историко-архивного институт : журн. — 1947. — Т. 3. — С. 18—68.
- Ильин, М. А. Афанасий Никитин — первый русский путешественник в Индию. — Калинин : Кн. изд-во, 1955. — 48 с.
- Ильин, М. А. Древняя Тверь (XII – XVII вв.) : Историч. справка. — Арх. отд. УВД, Госархив Калининской обл. — Торжок, 1958. — 35 с.
- Ильин, М. А. Древняя Тверь (XII – XVII вв.) : Историч. справка. — Арх. отд. УВД, Госархив Калининской обл. — Торжок, 1958. — 35 с.
- М. А. Ильин. Город Тверь в XVIII столетии // Из истории Калининской области: Статьи и документы. — Калинин, 1960. — Стб. 41—47.
- М. А. Ильин. Собрание рукописей архива Калининской области // Археографический ежегодник за 1960 г. — М., 1962. — Стб. 209—215.
- Ильин, М. А. Тверской край в 1812 году // Блокнот агитатора (Калинин) : журн. — 1962. — Т. 16. — С. 33—47.
- Ильин, М. А. Память истории: Тверской край в Отечественной войне 1812 г. — Калинин : Кн. изд-во, 1962. — 27 с.
- Ильин, М. А. За серой обложкой дела. Документальные страницы из жизни трижды Героя Социалистического Труда авиаконструктора А. Н. Туполева, связанные с его учебой в Твери // Калининская правда : газ. — 1963. — 21 ноября.
- Ильин, М. А. Его любил Пушкин // Калининская правда : газ. — 1969. — 6 июля.
- Ильин, М. А. «Гений чистой красоты» // Калининская правда : газ. — 1969. — 7 декабря.
- Ильин, М. А. Когда-то в Грузинах // Калининская правда : газ. — 1970. — 11 марта.
- Ильин, М. А. Помнить, любить // Калининская правда : газ. — 1970. — 21 мая.
- Ильин, М. А. Пушкинские места Верхневолжья. — М : Моск. рабочий, 1971. — 80 с.
- Ильин, М. А. Ученый, краевед, гражданин. (об А. Н. Вершинском) // Памятники Отечества : журн. — 1989. — № 1(19).
- Ильин, М. А. Провинциальный архивист в России: чиновник, ученый, краевед // Вестник архивиста : журн. — 1997. — № 6.
- Ильин, М. А. Архив и общество // Вестник архивиста : журн. — 1994. — № 4.
- Духовный символ… // В редкол. – М. А. Ильин В сб.: Михаил Тверской: личность, эпоха, наследие. Сборник материалов Международной научно-практической конференции, посвященной 725-летию великого князя Михаила Ярославича Тверского. — Тверь, 1997.
- М. А. Ильин. Роль Твери  в создании Русского государства (XIII – XV вв.) // В сб.: Великое прошлое. Труды научной конференции, посвященной 750-летию Тверского княжества и 725-летию Тверской епархии. — Тверь, 1998.

### Работы М. А. Ильина в составе редакционных коллегий
- Тверская область / Гл. ред. М. А. Ильин. — Энциклопедический справочник. — Тверь: Тверское областное книжно-журнальное издательство, 1994. — 328 с. — 30 000 экз. — ISBN 5-85457-021-1.
- Энциклопедический справочник «Тверская область» в электронном виде в (2002)[3].
- Экспериментальное методическое пособие для самостоятельной работы учащихся старших классов с документами по местной истории. (В помощь студентам пединститута) / Сост. ред. М. Ильин и др. — Калинин, 1960. — 39 с.
- Век труда и борьбы: Документы и материалы по истории Калининского хлопчатобумажного комбината 1858—1958 гг / Ред. кол. М. А. Ильин, В. Д. Чернышов и др. — Калинин: Кн. изд-во, 1961. — 465 с.
- Из истории Калининской области: Статьи и документы / Науч. ред. М. А. Ильин. — Калинин: Кн. изд-во, 1964. — 202 с.
- Города и районы Калининской области: Краткие очерки / Сост., автор вступ. статьи и очерка о г. Калинине  М. А. Ильин. — М.: Моск. рабочий, 1978. — 202 с.
- Государственный архив Калининской области: Путеводитель / Ред. М. А. Ильин, В. Д. Чернышов. — Калинин, 1960. — 70 с.
- Ильин, М. А. По туристским маршрутам / М. А. Ильин, В. П. Беркнером. — Калинин : Кн. изд-во, 1961. — 72 с.
- Ильин, М. А. На Верхней Волге. Памятные места Калининской области / М. А. Ильин, Н. И. Мазурин. — 2-е изд. перераб. и доп. — М : Моск. рабочий, 1978. — 231 с.

## Общественная деятельность
В результате своей общественно-культурной деятельности Марк Александрович Ильин добился того, что в 1960 г. именно в г. Калинине было построено специальное здание для государственного архива.
- С 1966 по 1973 г. председатель[4], заместитель председателя Калининского областного совета ВООПИК,
- избирался членом президиума областного Совета Фонда культуры
- и членом-корреспондентом Международной академии информатизации (1994),
- один из инициаторов создания Общества Михаила Ярославича Тверского[5].
- Автор создания Пушкинского кольца Верхневолжья[6], организатор первых Пушкинских чтений в селе Берново Старицкого района в 1969 году.

### Защита памятников истории и архитектуры
- В 1971 г. он выступил против строительства ресторана на месте здания, возведенного известным архитектором М. Ф. Казаковым на набережной Степана Разина.
- В 1986 г. он активно участвовал в борьбе против строительства Ржевского гидроузла, не допуская затопить уникальную природную местность и находящиеся на ней памятники и братские могилы солдат Великой Отечественной войны.

## Награды и звания
- Почетная грамота Президиума Верховного Совета РСФСР (1962),
- «Заслуженный работник культуры РСФСР» (1969).
- Нагрудный знак «Отличник архивного дела» (1988).

## Память
- В Твери планируют установить памятную доску известному ученому Марку Ильину
- В столице Верхневолжья пройдут 6-е Ильинские чтения, посвящённые 100-летию тверских архивов
- Выставка документов «Ильин Марк Александрович, историк, архивист, краевед, общественный деятель». Ко дню рождения Марка Александровича Ильина
- Ассоциация Тверских землячеств и Тверской государственный объединённый музей предложили внести в Золотую книгу имена Августа Казимировича Жизневского и Марка Александровича Ильина, которым в этом году исполняется соответственно 200 и 100 лет со дня рождения[7].